# Miguel Ángel Jáuregui Montes de Oca
Miguel Ángel Jáuregui Montes de Oca es un político mexicano, miembro del partido Movimiento Regeneración Nacional (Morena). De 2018 a 2021 fue diputado federal en la LXIV Legislatura del Congreso de la Unión.

## Reseña biográfica
Miguel Ángel Jáuregui es licenciado en Ciencias Políticas y Administración Pública egresado de la Universidad Nacional Autónoma de México. Durante sus estudios en la UNAM fue participante de movimientos estudiantiles en defensa de la educación pública e integrante del Consejo Estudiantil Universitario CEU.
Inició su actividad política en organizaciones sociales de izquierda. Posteriormente en el año de 1997 apoyo las brigadas en la campaña del Ing.   Cuauhtémoc Cárdenas Solórzano para el primer jefe de Gobierno del Distrito Federal, así mismo fue promotor voluntario de Participación Ciudadana en diversas Delegaciones del entonces Distrito Federal. 
En el año 2000 se integra a la  administración del jefe de Gobierno Andrés Manuel López Obrador, en donde fue promotor vecinal del Programa Integrado Territorial para el Desarrollo Social en Azcapotzalco.
Posteriormente fue nombrado coordinador de zona de Participación Ciudadana, ante la Coordinación Territorial de Seguridad Pública, así como Responsable Delegacional del Programa Policía de Barrio y del Programa Jóvenes en Situación de Riesgo.
Fue Coordinador Distrital de las campañas presidenciales de 2006 y 2012 en Azcapotzalco.
De 2007 a 2010 se desempeñó como coordinador en Azcapotzalco de los Comités Territoriales del denominado Gobierno Legítimo de México, derivado de los que muchos consideraron el fraude electoral del 2006.
De 2010 a 2012 fue coordinador de la construcción de comités del Movimiento de Regeneración Nacional A.C.
Se desempeñó como asesor de la Asamblea Legislativa del Distrito Federal y en la Cámara de Diputados, además de ser consultor independiente en temas de política. 
En 2018 fue postulado como candidato a diputado federal en la Ciudad de México por el distrito electoral 3 en Azcapotzalco, por la Coalición Juntos Haremos Historia, del cual el resultado  fue salir electo, como el candidato más votado en dicha entidad, con casi 142 000 votos y uno de los más votados a nivel nacional.
En septiembre de 2018 fue parte de la LXIV Legislatura conformando en el Congreso, por primera vez en la historia del siglo XXI, una bancada mayoritaria acorde con el partido político del Presidente de la República.
Se desempeñó como integrante del grupo parlamentario de Morena donde ocupó cargos de Secretario de la Comisión de Transparencia y Anticorrupción; así como integrante de la Comisión de Desarrollo Social y de la Comisión de Federalismo y Desarrollo Municipal.
En su trayecto como diputado federal, presentó un total de 66 iniciativas de ley; entre las que figura el regular la inmunidad de los servidores públicos, tipificar como delito las acciones violentas que lleven a cabo grupos porriles en contra de las comunidades universitarias, el proponer la incorporación de la Unidad de Inteligencia Financiera dentro del Sistema Nacional Anticorrupción; así como reformar la Ley Orgánica de la Universidad Nacional Autónoma de México, la Ley de Austeridad Republicana y la Ley de Revocación de Mandato entre otras.
Actualmente se desempeña como Subsecretario de Programas de Alcaldías y Reordenamiento en la Vía pública del Gobierno de la Ciudad de México.